# 名鉄モ780形電車
名鉄モ780形電車（めいてつモ780がたでんしゃ）は、かつて名古屋鉄道（名鉄）に在籍した路面電車車両である。1997年（平成9年）から翌年にかけて計7両導入された。
岐阜市内線・揖斐線直通用に投入され、一貫して両路線にて運用された。2005年（平成17年）3月末をもって路線が廃止されたため、7両すべて豊橋鉄道へ譲渡され豊橋鉄道モ780形電車となった。本稿では名鉄時代とあわせて譲渡後の状況についても記述する。

## 導入の経緯
本形式が投入された名鉄岐阜市内線・揖斐線は、かつて岐阜県岐阜市と揖斐郡大野町・揖斐川町を結んでいた路線である。岐阜市内線は路面電車線、揖斐線は鉄道線と性格が異なるが、1967年（昭和42年）より直通列車が運転されていた。
1987年（昭和62年）5月、この市内線・揖斐線直通列車用に新造の連接車モ770形が投入された。このモ770形は、当該路線が美濃電気軌道の合併に伴い名鉄の運営となった1930年（昭和5年）以来、揖斐線用車両としては名鉄で最初の新造車にあたる。翌年にかけて計4編成導入され、大正時代製造のモ510形・モ520形計7両を置き換えた。だがモ770形投入後もモ510形が3両残り定期運用に就き、さらに揖斐線内折返しの列車には大正末期から昭和初期にかけて製造されたモ700形・モ750形やク2320形といった旧型車が使用され続けていた。
こうした旧型車を新型車に置き換えて運転時間の短縮を図り、さらに市内線・揖斐線の直通運転を増発して利便性を向上して「路面電車復活のさきがけ」とするべく新造されたのが本形式である。投入は2度に分けられており、1997年（平成9年）4月1日付でまず4両 (781 - 784) 、翌1998年（平成10年）4月1日付で次の3両 (785 - 787) がそれぞれ竣工した。いずれもメーカーは日本車輌製造である。

## 構造
本形式は、全鋼製車体を持つ二軸ボギー車である。車両の最大寸法は、長さ14.53メートル（連結面間）、幅2.1メートル、車体高さ3.11メートル、パンタグラフ折りたたみ高さ3.77メートル。自重は19.4トン。先に投入されたモ770形は2両編成の連接車であるが、閑散時間帯には輸送力過剰なため、本形式は1両単位で運行可能なボギー車とされた。一方でモ770形は朝の最混雑時間帯で運用すると収容力が不足するが、本形式は連結器を装備し混雑時には連結運転が可能なため、連結時はモ770形以上の輸送力を有する。このようにモ770形の欠点をカバーするが、岐阜市内線にある急曲線の関係で貫通幌を設置できず、連結運転時にはワンマン運転が不可能という欠点が生じている。

### 車体
車体は可能な限り軽量化が図られており、構体には一般構造用圧延鋼材のプレス鋼板、外板は厚さ1.2ミリメートルの普通鋼板（運転室鋼体は強化のため厚板）、屋根板は厚さ0.8ミリメートルのステンレス鋼板、床板は厚さ0.8ミリメートルのステンレス製キーストンプレートをそれぞれ用いる。また腐食防止のため戸袋部などにもステンレス鋼板を多用する。
車体形状は基本的にモ770形に準ずる。前面形状については、前面窓は大型のヒーター入り合わせガラス3枚構成で、窓上に方向幕（行先・種別表示器）を組み込む。運転台脇にあたる位置にも1枚ずつ下降窓（落とし窓）を設ける。窓下の両脇にはシールドビームによる角型の前照灯を配し、その下部に黒色ゴムでコーティングされた大型バンパーを設ける。バンパーは左右に分かれており、その中央部分には乗降中表示器を取り付ける。またバンパー側には左右2組ずつ尾灯兼続行灯（赤・オレンジに発光）および制動灯兼車幅灯（赤・黄色に発光）の機能を持つLED灯が組み込まれる。連結器があることから連結器回りには大型の排障器が取り付けられ、安定感のあるスタイルとされた。
ドアは片側3か所ずつ計6か所配置されている。ドアもステンレス製。設置場所は前後の運転台寄り（4か所）と車体中央部（2か所）で、車端部分のドアは左右対称の配置だが、中央部のドアはワンマン運転時の乗客の流れを円滑にする目的で車体中心からそれぞれ1.55メートルずつ前後にずれた点対称の配置とされており、進行方向左手では後寄り、右手では前寄りになる。前後のドアは幅75センチメートルで3枚折戸を、中央ドアは幅110センチメートルで両開き引き戸をそれぞれ採用する。ワンマン運転に際しては「中乗り前降り」方式を採用していることから、中央のドアが乗車用、前後の運転台側のドアが降車用である。モ770形と同様に、路上乗降時に展開される折りたたみステップと、鉄道線ホームとの間を埋める引き出し式ステップが各ドアに付属する。展開時の車外折りたたみステップ高さはレール面上37センチメートル、車内ステップ高さは66センチメートルであり、レール面上82センチメートルの車内床面との間に2段または1段の段差が生ずる。
側面客室窓は、中央ドアから見て左側のドア間に幅96センチメートルの窓を片側4枚ずつ、右側のドア間に幅128センチメートルの窓を片側1枚ずつ取り付ける。窓の高さ85センチメートル。いずれもアルミ窓枠のユニット窓であり、片側5枚ずつの窓のうち両端の2枚を除いてバランサ付きフリーストップ式の下降窓になっており開閉できる。
車体塗装は名鉄スカーレット単色ではなく、アイボリーを基調に車体裾をスカーレットで塗り、窓回りに岐阜のシンボルカラーである緑色を配した新しい配色が採用された。

### 車内・内装

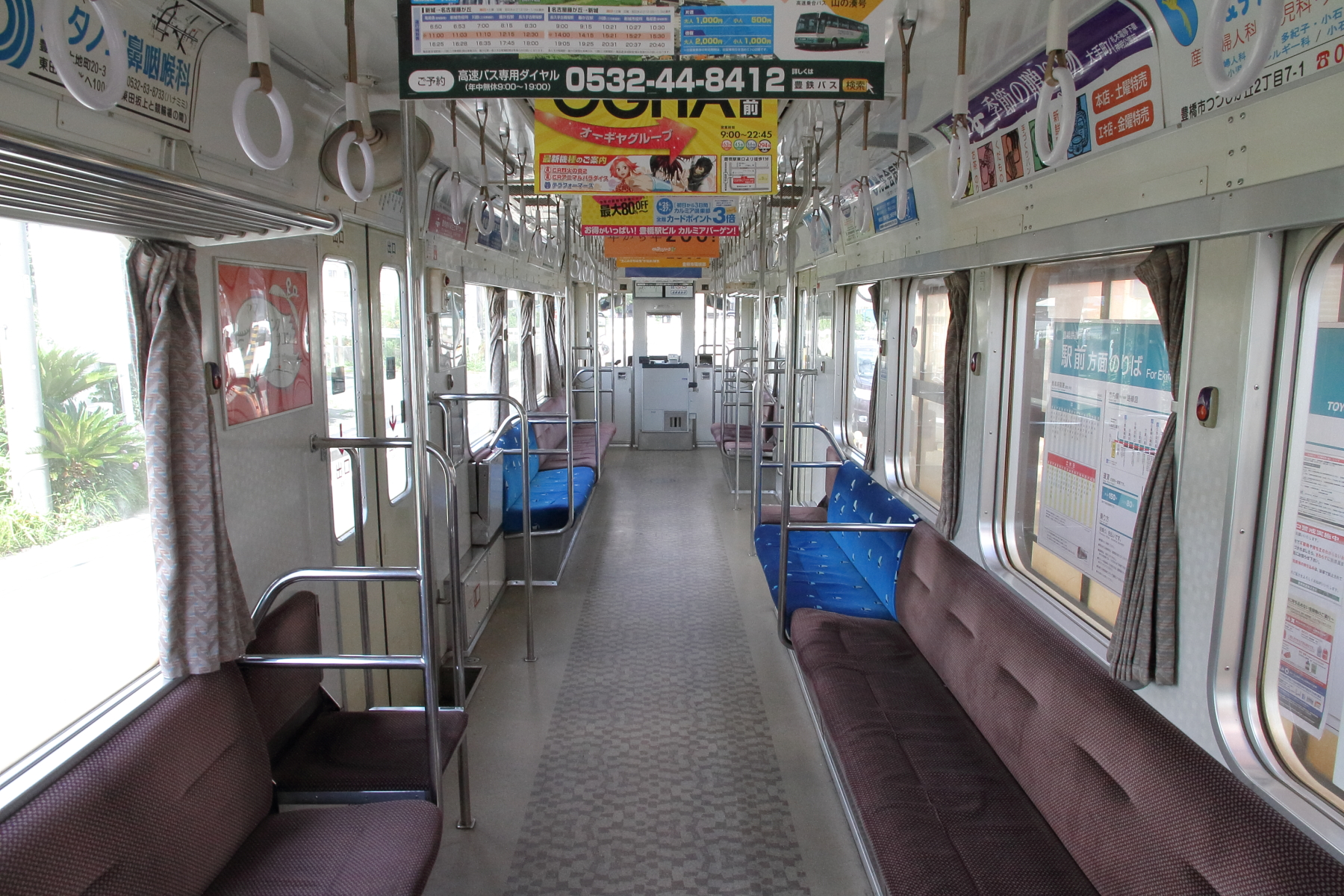
車内の様子（2016年・豊橋鉄道）

内装の配色は重厚感を持たせるとともに狭い室内を広く見せるよう、天井と壁はクリーム色系統、座席モケットと床はワインレッドという配色を採用している。
座席はロングシートを採用しており、ドア間に9人掛け座席と3人掛け座席が点対称に配置される。うち9人掛け座席は中央ドア正面の部分で握り棒を境に6人掛けと3人掛け（優先席）に分割されている。この座席に加えて中央ドアの両脇に折りたたみ式の1人掛け座席があり（計4席）、ラッシュ時の収容力増と昼間の着席サービス向上の両立を図っている。従って座席定員は計28人で、立席定員を含めた全体の定員は64人になっている。座席上には荷棚を配置。窓のカーテンは横引き式。
客室内には軌道線区間における急停車時を考慮してつり革や握り手を多数配置する。

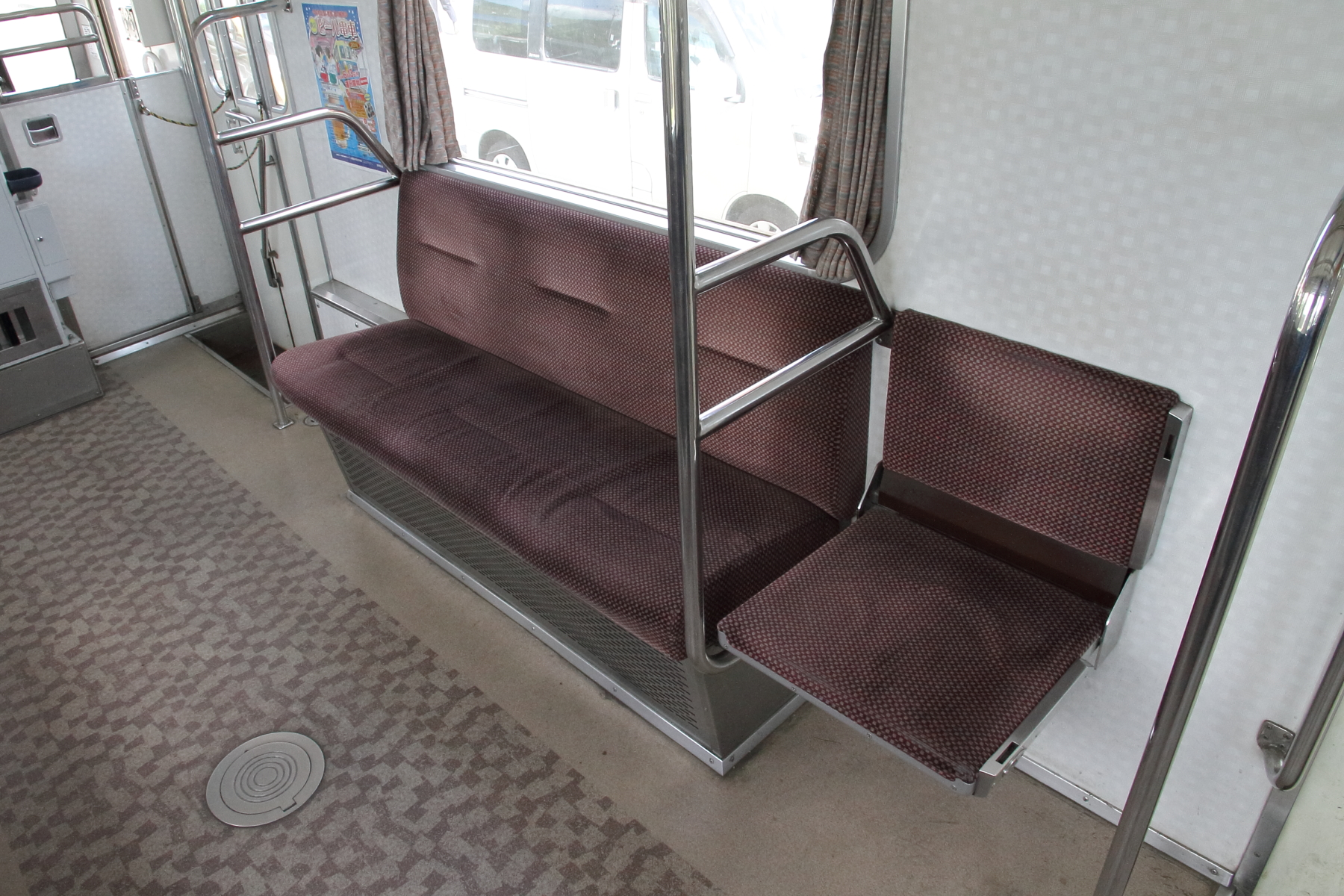
3人掛け座席
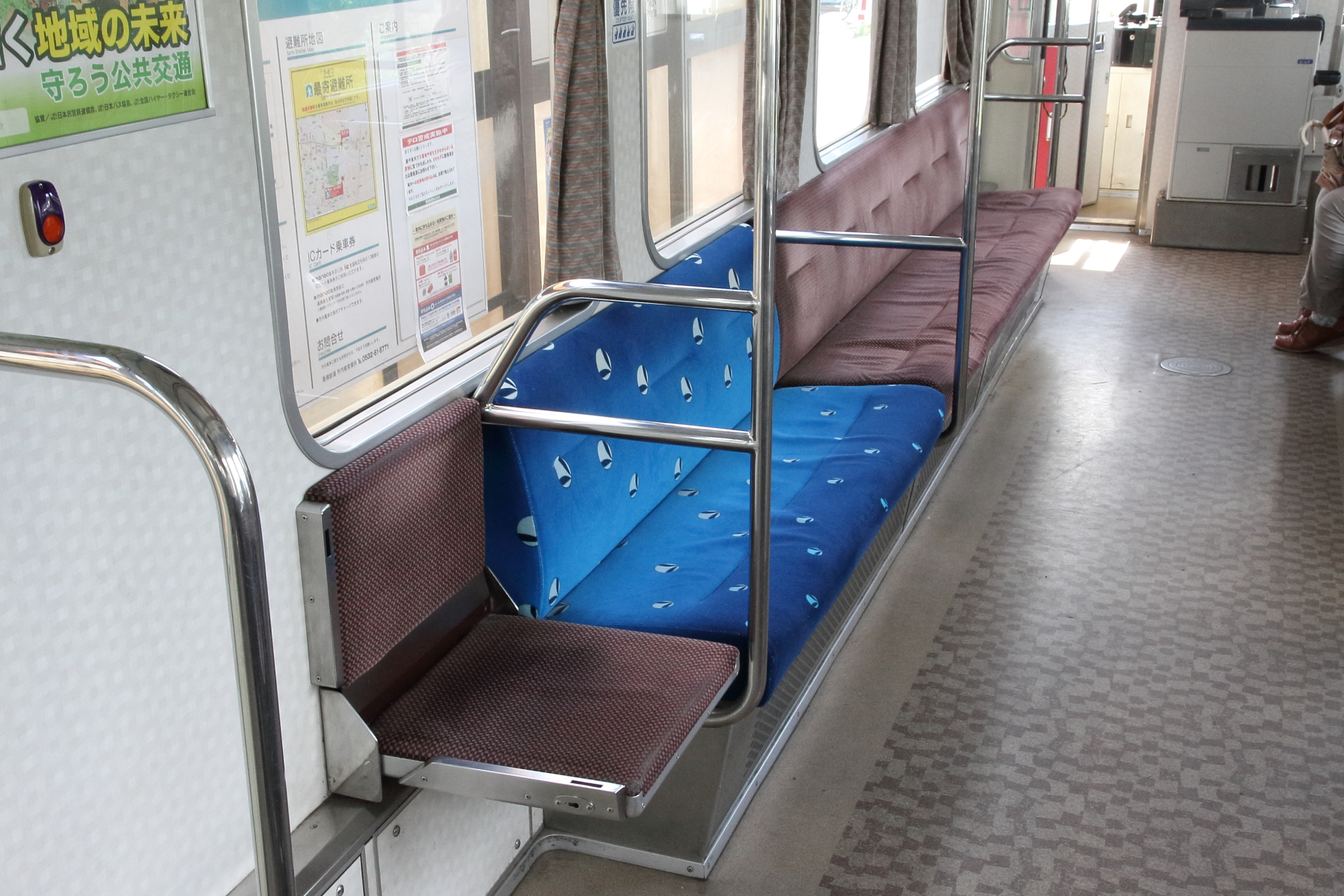
9人掛け座席

### 主要機器

#### 台車

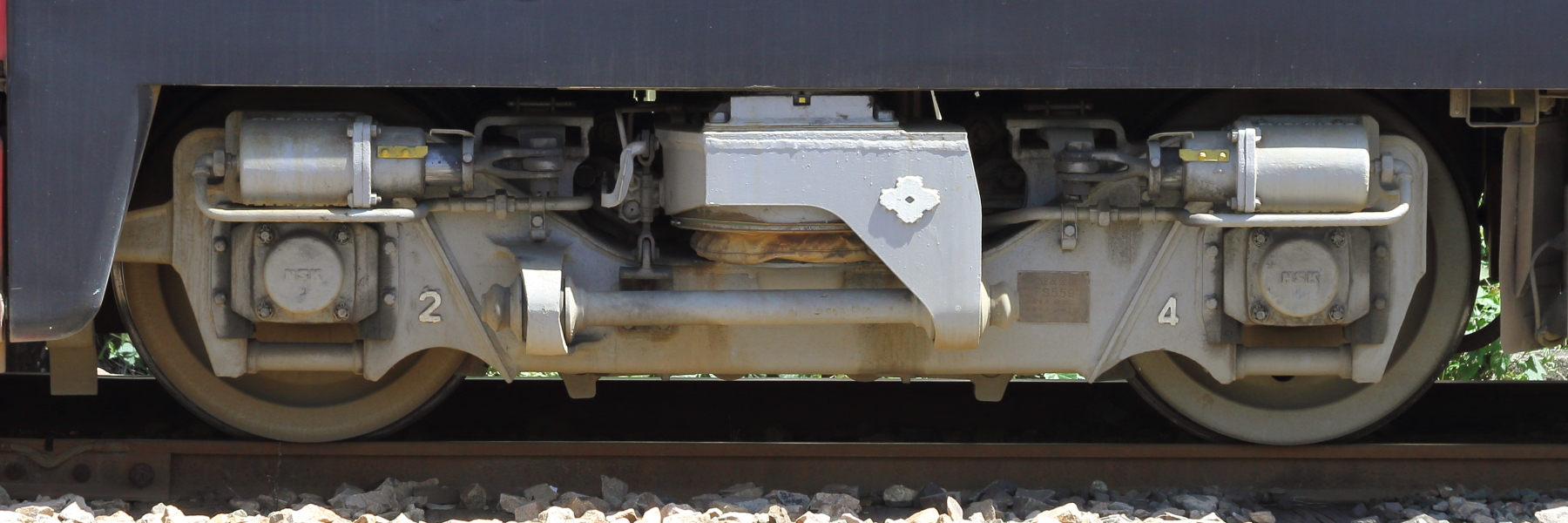
FS-559形台車（2018年）

台車は住友金属工業製のFS-559形を装着する。ボルスタアンカー付きのインダイレクトマウント台車であり、台車枠はプレス鋼板による一体溶接構造、枕ばねは空気ばね、軸箱支持方式はペデスタル式（軸ばね式）、車輪は一体圧延車輪をそれぞれ採用。軸距は1,700ミリメートル、車輪径は660ミリメートルである。
空気ばね使用のインダイレクトマウント台車という基本構造については先に登場した600V線用モ880形・モ770形と共通する。

#### 主電動機・制御装置
主電動機はTDK-6307-A形かご形三相誘導電動機を使用。搭載数は台車1台あたり1基ずつ、すなわち1両あたり2基で、内側2軸が動軸、外側2軸が従軸になっている。1時間定格は出力60キロワット、電圧440ボルト、電流106アンペア、周波数55ヘルツ、回転数1,615rpm。駆動装置はTD平行カルダン駆動方式のKD215-C-M形を設置しており、歯車比は6.55 (72:11) に設定されている。主電動機・駆動装置ともに東洋電機製造製の路面電車用標準品である。
制御方式はVVVFインバータ制御方式であり、1台の制御装置で両方の主電動機を制御する1C2M方式を採用する。制御装置はGTOサイリスタによるインバータで、形式名はATR-M260-RG629E形。これも東洋電機製造製である。
VVVF制御の採用は600V線用車両では初めて。これは2000年（平成12年）導入の美濃町線用モ800形に引き継がれている。

#### ブレーキ
ブレーキは、MBS-R形回生ブレーキ併用電気指令式電磁直通空気ブレーキを搭載する。SME直通空気ブレーキ搭載のモ880形・モ770形から大幅に変更されており、電気指令式ブレーキの採用も600V線用車両では本形式が初となった。非常ブレーキは空気ブレーキのみを使用。また別系統の保安ブレーキや降雪対策用の耐雪ブレーキも装備している。
台車設置の基礎ブレーキ装置は片押し式踏面ブレーキを採用。台車1台につき4個のブレーキシリンダーが取り付けられており、動軸・従軸それぞれ個別にブレーキ力を制御する。

#### その他機器

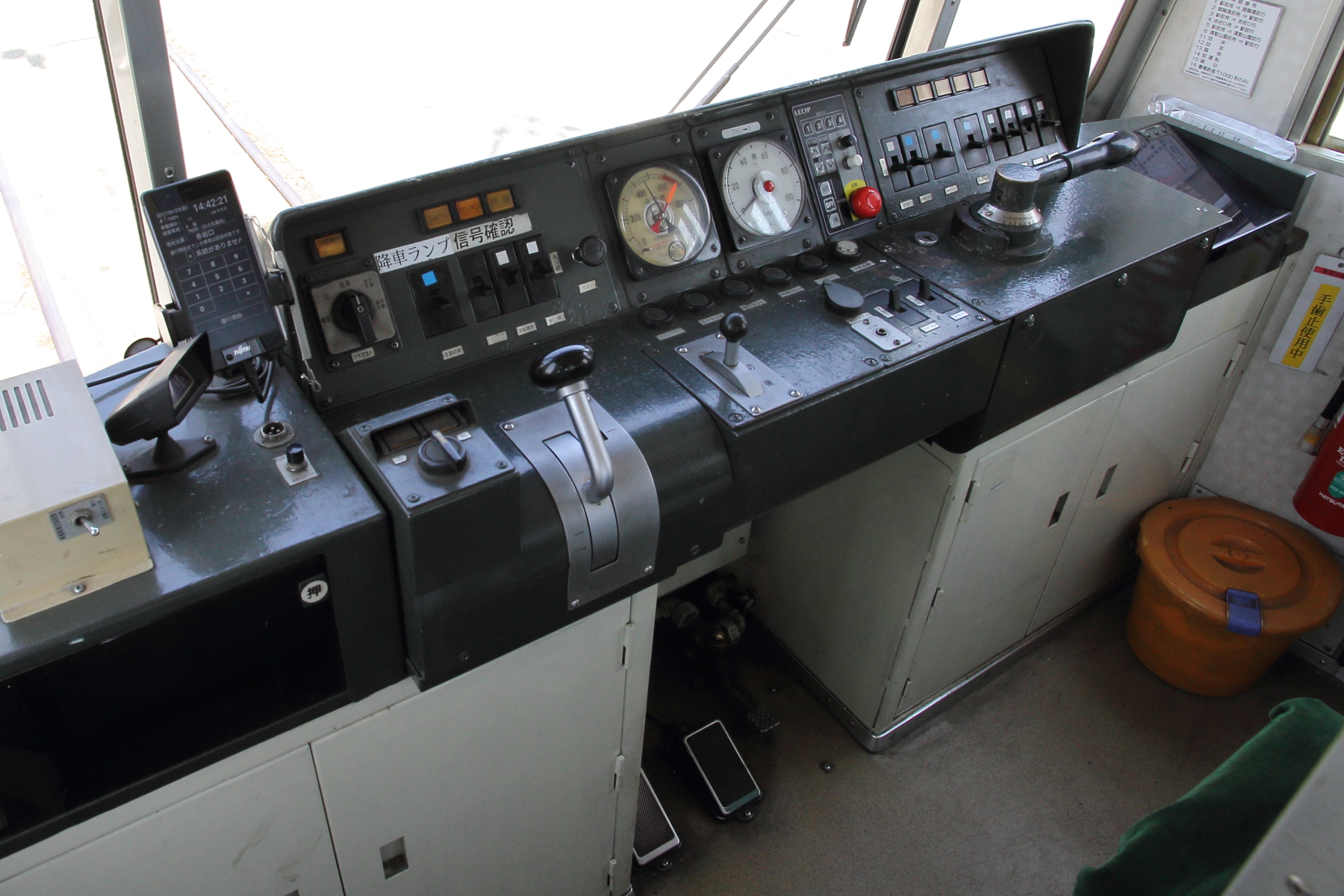
運転台（2017年・豊橋鉄道）

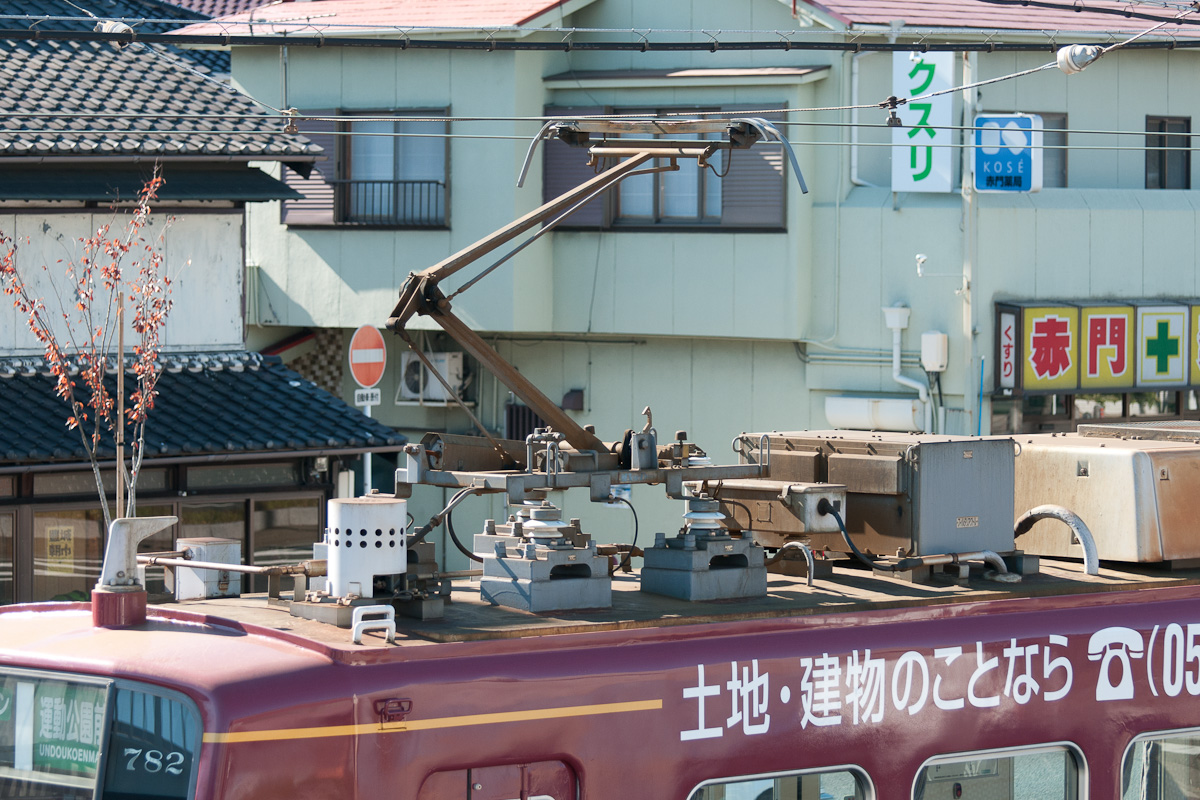
PT7120-A形パンタグラフ（2010年・豊橋鉄道）

運転台の機器は、左手側にマスター・コントローラー（主幹制御器）、右手側にブレーキ制御器を配置する2ハンドル方式となっている。制御器のノッチ数は力行3・ブレーキ8。
ワンマン運転機器として、新造時より両替機付き運賃箱・整理券発行器・運賃表示器・自動放送設備などを備える。これらの機器は運転士の負担軽減のため運転台で集中制御できる。
冷房装置はCU77A形ユニットクーラーを屋根上に1台設置する。冷房能力は2万1,000キロカロリー毎時。客室内の冷房吹き出しは2列のラインフロー方式による。暖房装置は、客室内に8台の反射式シーズ線ヒーターを、運転室に床置式シーズ線ヒーターをそれぞれ設置する。
補助電源装置は静止形インバータ (SIV) を設置する。三相交流220ボルト・同200ボルト・単相交流100ボルト・直流28ボルトの4類の電気に変換するものであり、冷暖房などの電源となっている。これとは別に制御装置の制御電源用にDC/DCコンバータを備える。
集電装置はシングルアーム式パンタグラフを新岐阜駅前側の屋根上に設置する。形式名はPT7120-A形で、ばね上昇・空気下降式。メーカーは東洋電機製造。
連結器は車端両側に設置されており、密着自動連結器と電気連結器の双方を装備する。制御装置の設計上、3両までの連結運転が可能である。
新造時に設置済みの保安装置として、自動列車停止装置（M式ATS）、列車無線、デッドマン装置がある。

## 名鉄での運用と廃線
本形式は、1997年（平成9年）4月5日のダイヤ改正にあわせてまず1次車4両 (781 - 784) が営業運転を開始した。投入線区は岐阜市内線および揖斐線。この改正で岐阜市内線と揖斐線美濃北方・黒野間の直通列車は1時間あたり2本から4本に倍増され、最大8分のスピードアップも実現した。また揖斐線用ク2320形4両と市内線用モ550形3両が置き換えられ廃車された。
翌1998年（平成10年）4月6日のダイヤ改正にあわせ、2次車3両 (785 - 787) が追加投入された。この改正で朝晩に数本残っていた忠節 - 美濃北方・黒野間の揖斐線内折返し列車が廃止され、美濃北方・黒野発着列車はすべて市内線直通となった。入れ替わりで揖斐線用モ700形・モ750形5両が廃車されている。以後、市内線・揖斐線忠節 - 黒野間は本形式とモ770形、それに予備車のモ510形の3形式で運用される体制となった。なお揖斐線末端の黒野 - 本揖斐間は基本的にモ750形で運転されたが、運用の都合で稀に本形式が充当されることがあった。
連結機能を活かし、本形式は1997年の運行開始当初から朝夕のラッシュ時には2両編成で運転された。さらに1998年4月改正からは3両連結運転も設定され、通学利用が集中する平日朝ラッシュ時の揖斐線内に限り3両連結運転が見られた。2両・3両運転時はワンマン運転は実施されず、車掌が1人（3両運転時も同じ）乗務した。

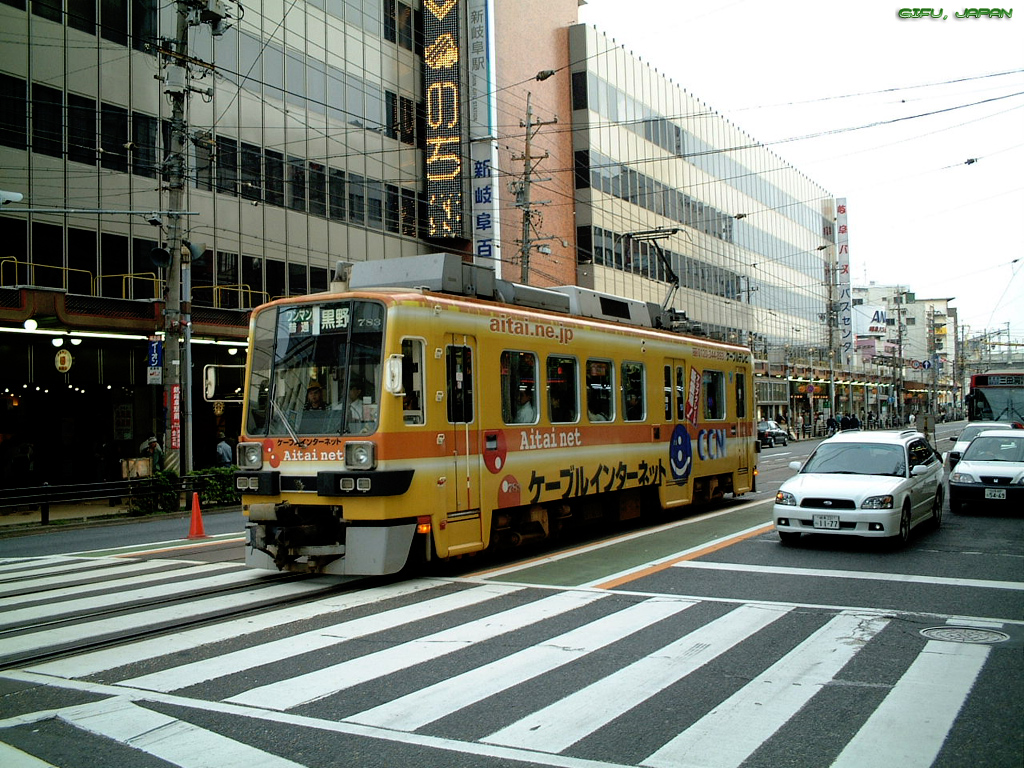
全面広告が施された783（2002年）

2000年（平成12年）7月から翌年9月にかけて、782が広告塗装を施されて運転された。さらに2000年10月以降は他の車両でも全面ラッピング広告が施されることがあった。
2001年（平成13年）10月1日のダイヤ改正で、揖斐線末端区間の黒野 - 本揖斐間ならびに谷汲線が廃止された。一方で美濃北方駅発着の列車がなくなり、揖斐線の列車は黒野駅発着に統一された（全線15分毎に運転）。このように末期まで利便性向上への取り組みが続けられたが、翌2002年（平成14年）9月、名鉄は乗客減少が続く岐阜市内線・揖斐線および美濃町線・田神線（4路線をあわせて「岐阜600V線区」などと総称する）からの事業撤退の意を沿線自治体に対して表明するに至る。存続に向けた動きがあったものの2005年（平成17年）3月31日限りで岐阜600V線区はすべて廃止された。
路線の廃線に伴い、本形式は最終日の2005年3月31日付で7両そろって廃車された。

## 豊橋鉄道への譲渡

### 豊橋転出
名鉄岐阜市内線・揖斐線の廃止に伴い、本形式は7両そろって豊橋鉄道に譲渡された。形式名は「モ780形」のままで、車両番号も781 - 787で変更はない。
移籍先の豊橋鉄道東田本線は、愛知県豊橋市を走る路面電車線である。名鉄からはモ800形1両をあわせた計8両が移籍した。最初に豊橋入りしたのは781とモ800形801の2両で、名鉄線廃止から1か月も経たない2005年4月26日に赤岩口車庫へ搬入された。次いで28日に第2陣の782・783が搬入。残り4両については、同年10月24日に784・785、27日に786・787が搬入されている。
豊橋鉄道移籍に際し、全車赤岩口の自社工場にて整備工事が行われた。連結器の撤去が目立つほか、車体塗装も全面広告電車とするため変更されている。内装では降車合図ボタンが新設された。連結器がないため豊橋鉄道での車両全長は13.58メートルになった。

### 豊橋鉄道での運用
本形式は、2005年8月2日より豊橋鉄道での営業運転を開始した。当日投入されたのは781で、モ800形801とともに運行が始まった。その後同年末までに782 - 785の4両も就役。残る786・787の2両は翌2006年（平成18年）3月3日から営業運転に投入され、7両全車が運転を再開した。モ780形・モ800形の豊橋移籍に伴い、旧型車のモ3700形1両とモ3100形6両が置き換えられた。
東田本線におけるワンマン運転方式は前側のドアを乗車口、中央のドアを降車口とする「前乗り中降り」方式を採っており、名鉄時代とは逆である。2011年（平成23年）2月11日のICカード乗車券「manaca」運用開始に伴い、ICカード対応運賃箱や旅客案内ディスプレイが車内に設置された。さらに2018年（平成30年）2月に、801と同様に室内灯がLED照明に取り替えられた。
本形式は全車全面広告車両として運用されており、標準塗装の設定はない。

2024年撮影のラッピング広告
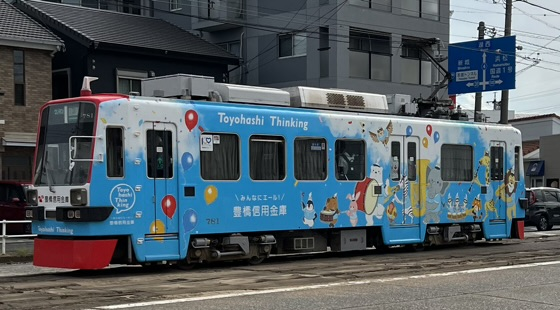
781・豊橋信用金庫（2024年、東田坂上）
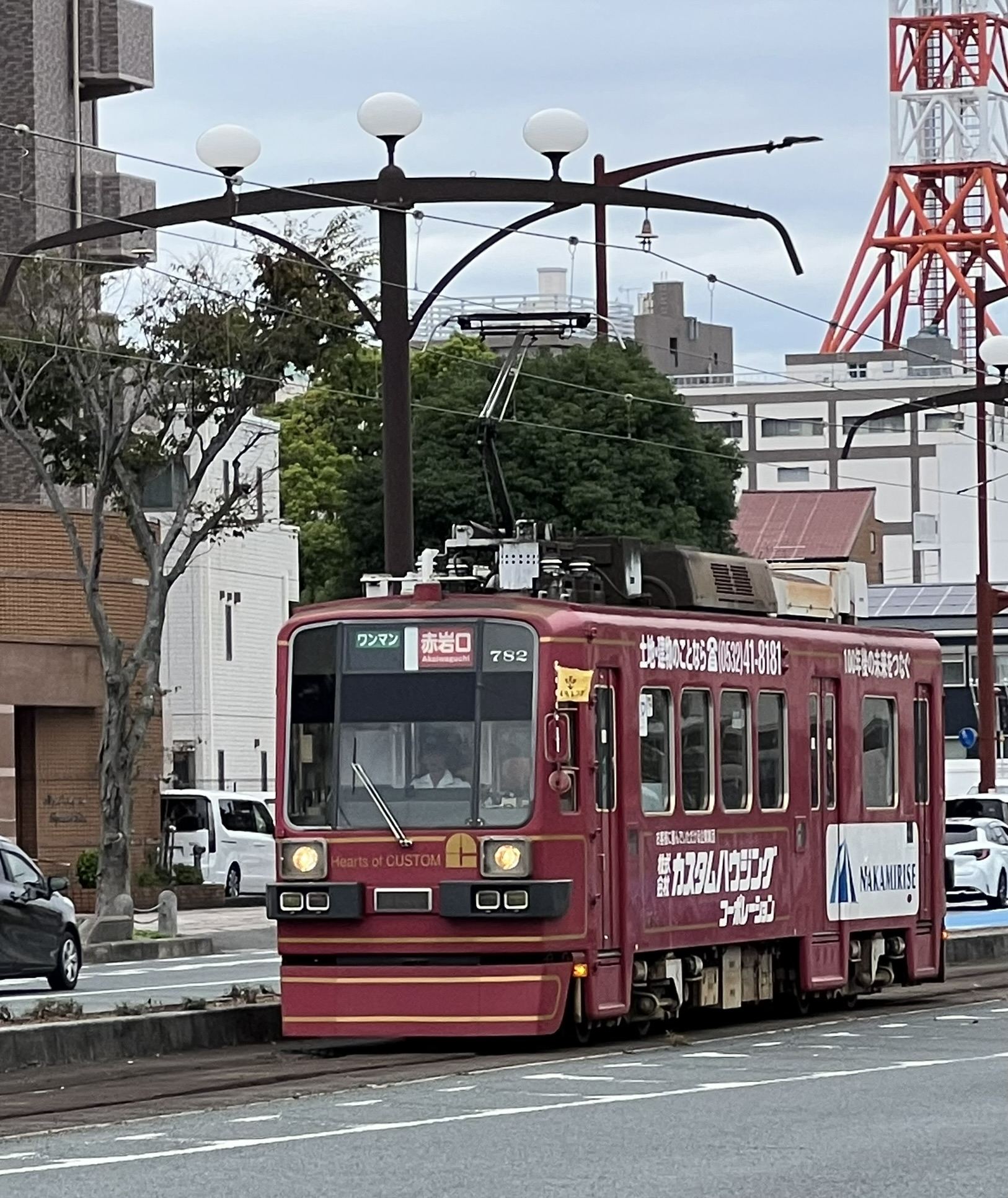
782・カスタムハウジング（2024年、豊橋公園前～東八町）
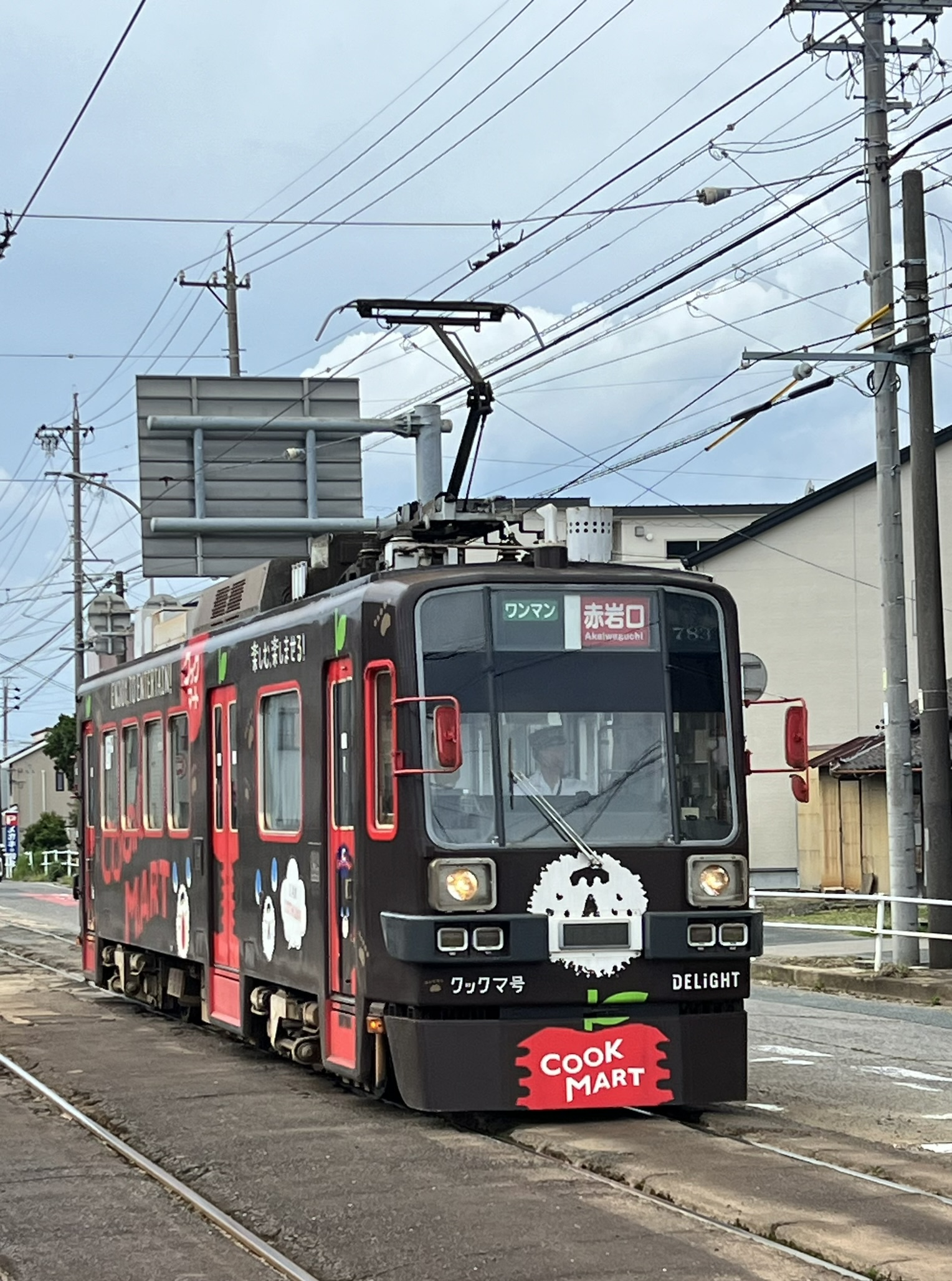
783・クックマート（2024年、東田坂上）
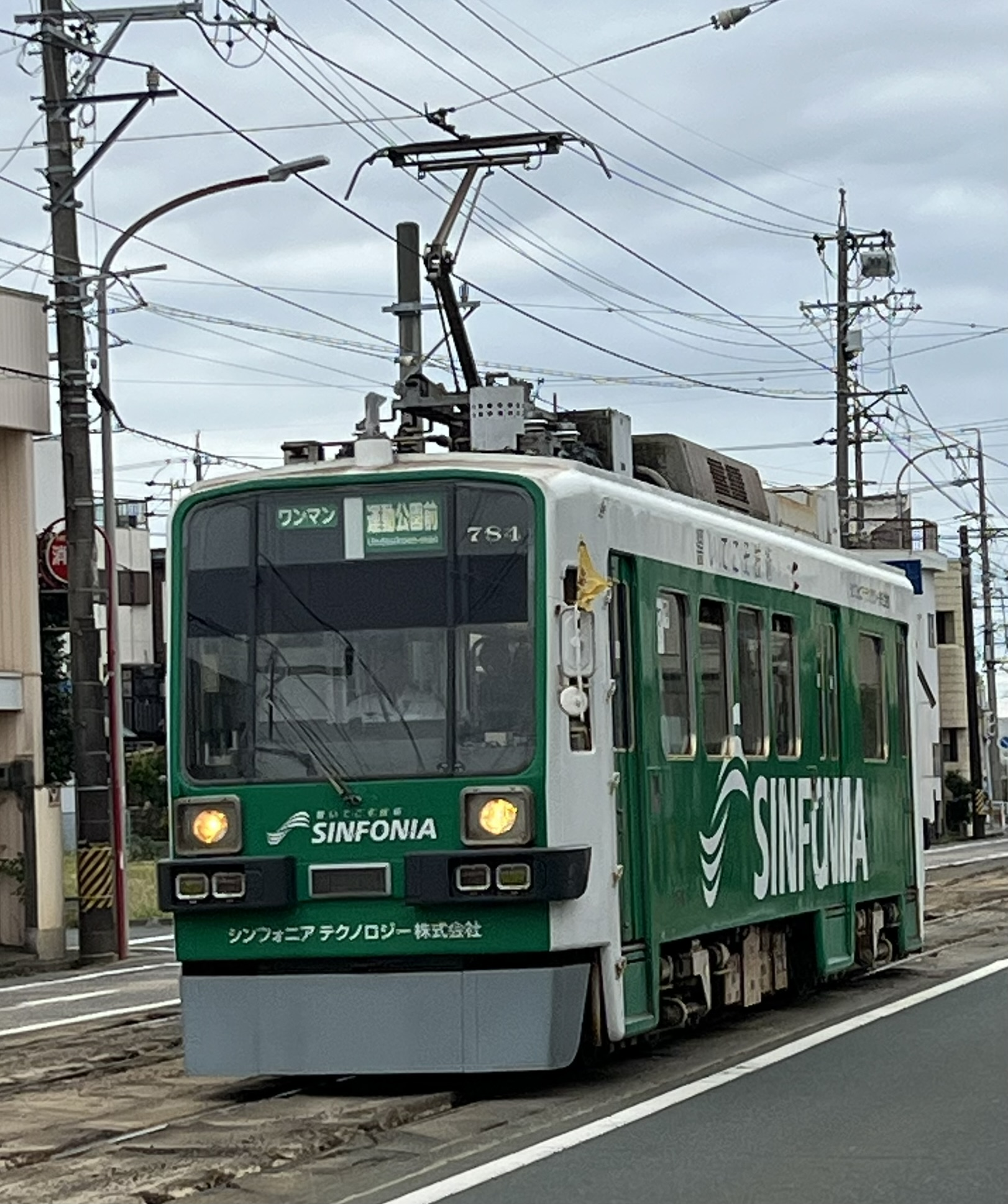
784・シンフォニアテクノロジー（2024年、東田坂上～東田）
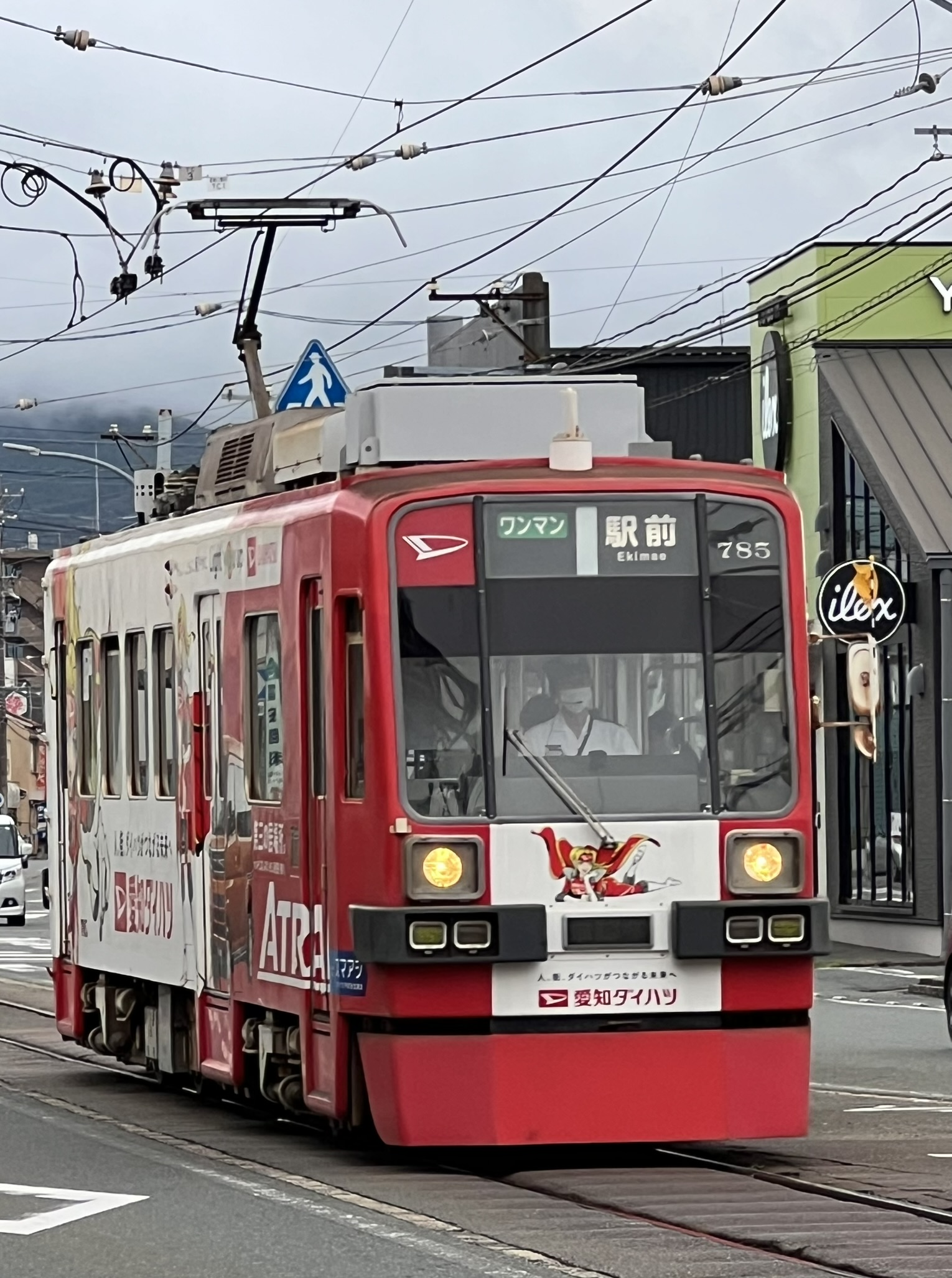
785・愛知ダイハツ（2024年、競輪場前）
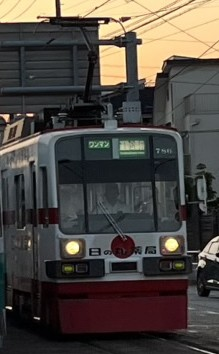
786・日の丸薬局（2024年、東田坂上）
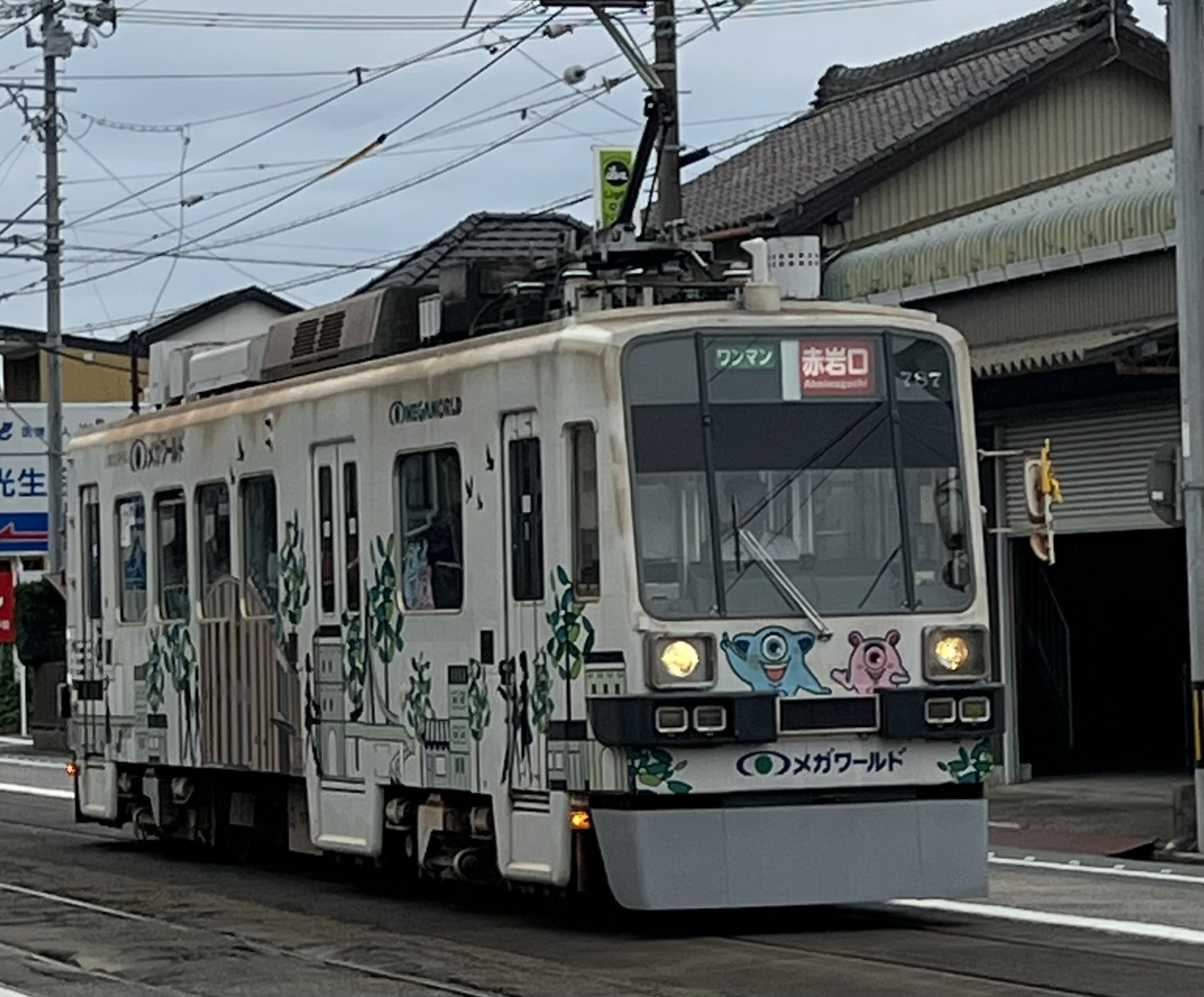
787・メガワールド（2024年、東田～競輪場前）

過去のラッピング広告
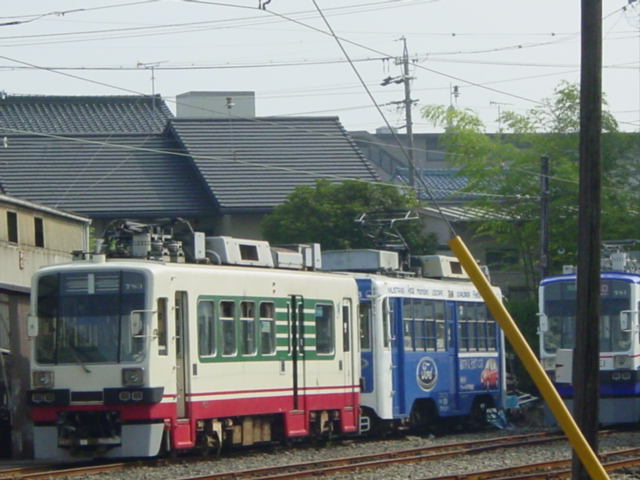
改装準備中（2005年7月・赤岩口車庫）
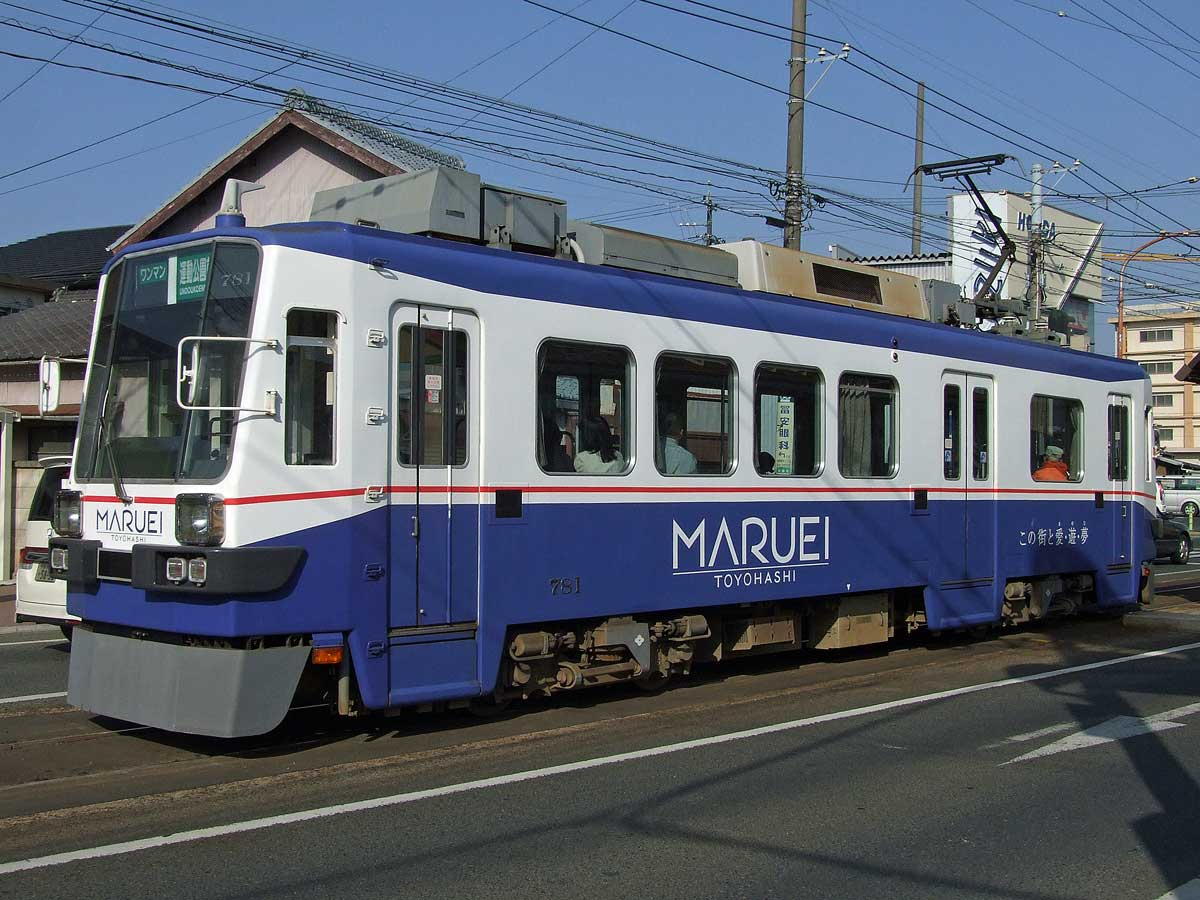
781・豊橋丸栄（2008年）
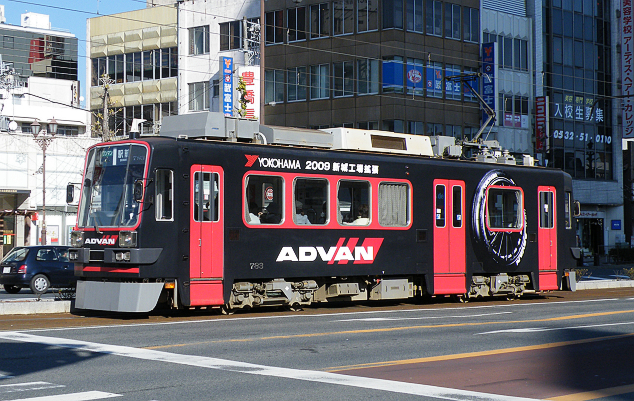
783・横浜ゴム（2009年）
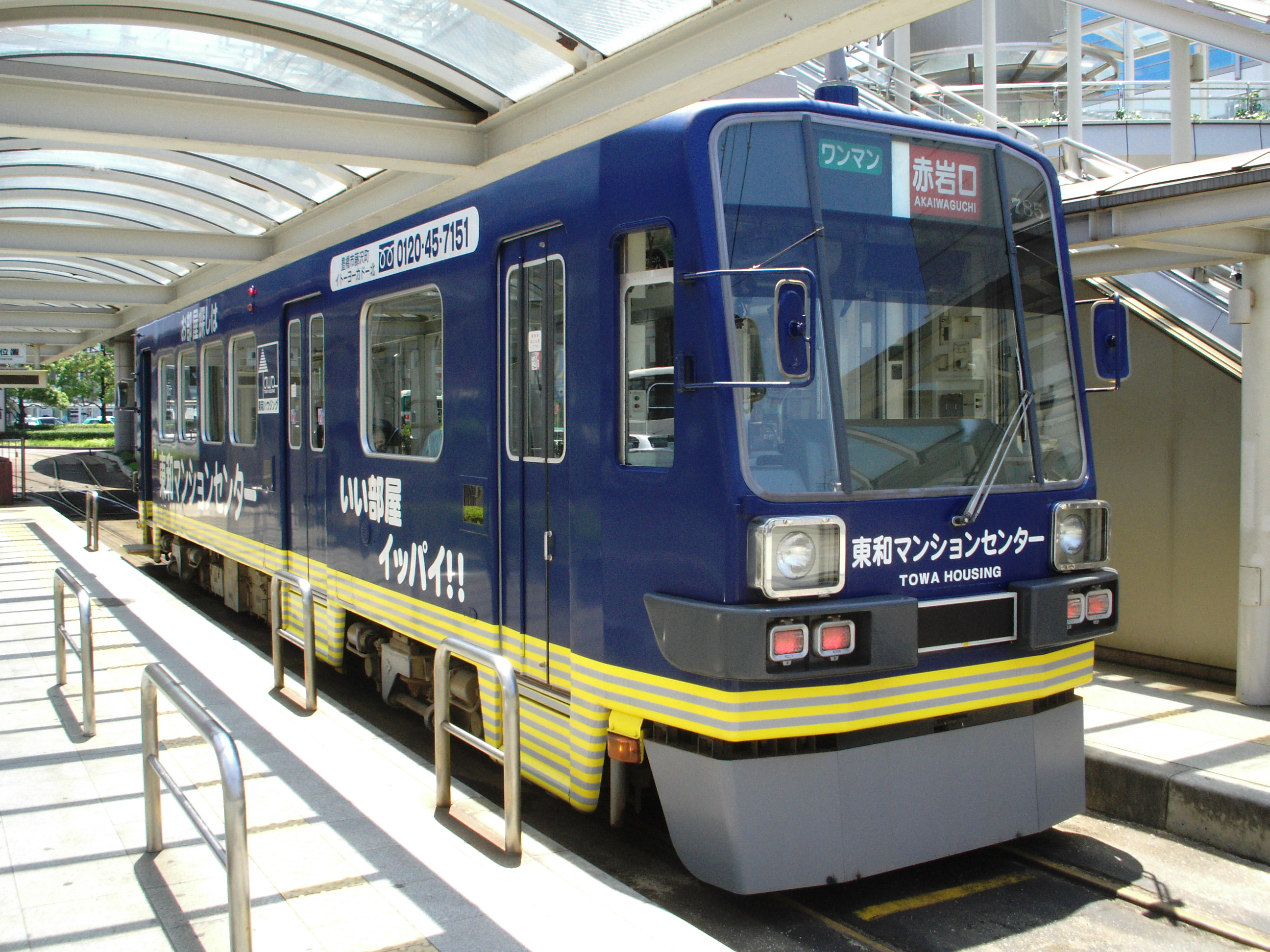
785・東和マンションセンター（2007年）

### 今後の予定
豊橋鉄道の発表によると、2019年（令和元年）以降、VVVFインバータ制御装置を始めとする電子機器の交換・更新が行われる予定である。なお2024年(令和6年)からVVVFインバータ制御装置を始めとする電子機器の交換が始まっている。